# Niels Høeg
Niels Umro Høeg (Horsens, 19 febbraio 1876 – Vejle, 12 gennaio 1951) è stato un compositore di scacchi danese.
Di professione oculista, fu per molti anni presidente dell'ordine dei medici di Vejle. Diventò famoso come compositore di scacchi quando pubblicò un problema di matto in tre mosse, che richiese 12 anni per essere completato, in cui la soluzione prevede la promozione di un pedone a quattro pezzi diversi (donna, torre, alfiere e cavallo) in risposta alle difese del nero. Questo tipo di problema è ora noto come Allumwandlung.
Si dedicò anche allo studio dei coleotteri, dei quali individuò diverse nuove specie. Compose un problema di scacchi in cui i pezzi sono disposti in modo da raffigurare un coleottero. Fu redattore della sezione problemistica della rivista Skakbladets negli anni 1907-1908 e 1910-1914.
Compose circa 700 problemi di tutti i tipi, anche con pezzi eterodossi, ed era considerato un esperto di retroanalisi.
Scrisse diversi libri sulla problemistica, tra cui On retraction chess problems (1927). 
Nel 1982 il problemista J.P. Toft pubblicò il libro Niels Høegs Skakproblemer og Artikler i udvalg, una raccolta di 258 problemi composti per la maggior parte da Høeg.

## Problema di esempio
|   | a | b | c | d | e | f | g | h |   |
| 8 | a7 torre del bianco · e6 re del nero · f6 pedone del bianco · g6 pedone del bianco · d5 pedone del nero · e5 pedone del nero · f5 pedone del nero · d4 alfiere del bianco · f4 pedone del bianco · b3 re del bianco · d3 pedone del bianco · f3 pedone del bianco | a7 torre del bianco · e6 re del nero · f6 pedone del bianco · g6 pedone del bianco · d5 pedone del nero · e5 pedone del nero · f5 pedone del nero · d4 alfiere del bianco · f4 pedone del bianco · b3 re del bianco · d3 pedone del bianco · f3 pedone del bianco | a7 torre del bianco · e6 re del nero · f6 pedone del bianco · g6 pedone del bianco · d5 pedone del nero · e5 pedone del nero · f5 pedone del nero · d4 alfiere del bianco · f4 pedone del bianco · b3 re del bianco · d3 pedone del bianco · f3 pedone del bianco | a7 torre del bianco · e6 re del nero · f6 pedone del bianco · g6 pedone del bianco · d5 pedone del nero · e5 pedone del nero · f5 pedone del nero · d4 alfiere del bianco · f4 pedone del bianco · b3 re del bianco · d3 pedone del bianco · f3 pedone del bianco | a7 torre del bianco · e6 re del nero · f6 pedone del bianco · g6 pedone del bianco · d5 pedone del nero · e5 pedone del nero · f5 pedone del nero · d4 alfiere del bianco · f4 pedone del bianco · b3 re del bianco · d3 pedone del bianco · f3 pedone del bianco | a7 torre del bianco · e6 re del nero · f6 pedone del bianco · g6 pedone del bianco · d5 pedone del nero · e5 pedone del nero · f5 pedone del nero · d4 alfiere del bianco · f4 pedone del bianco · b3 re del bianco · d3 pedone del bianco · f3 pedone del bianco | a7 torre del bianco · e6 re del nero · f6 pedone del bianco · g6 pedone del bianco · d5 pedone del nero · e5 pedone del nero · f5 pedone del nero · d4 alfiere del bianco · f4 pedone del bianco · b3 re del bianco · d3 pedone del bianco · f3 pedone del bianco | a7 torre del bianco · e6 re del nero · f6 pedone del bianco · g6 pedone del bianco · d5 pedone del nero · e5 pedone del nero · f5 pedone del nero · d4 alfiere del bianco · f4 pedone del bianco · b3 re del bianco · d3 pedone del bianco · f3 pedone del bianco | 8 |
| 7 | a7 torre del bianco · e6 re del nero · f6 pedone del bianco · g6 pedone del bianco · d5 pedone del nero · e5 pedone del nero · f5 pedone del nero · d4 alfiere del bianco · f4 pedone del bianco · b3 re del bianco · d3 pedone del bianco · f3 pedone del bianco | a7 torre del bianco · e6 re del nero · f6 pedone del bianco · g6 pedone del bianco · d5 pedone del nero · e5 pedone del nero · f5 pedone del nero · d4 alfiere del bianco · f4 pedone del bianco · b3 re del bianco · d3 pedone del bianco · f3 pedone del bianco | a7 torre del bianco · e6 re del nero · f6 pedone del bianco · g6 pedone del bianco · d5 pedone del nero · e5 pedone del nero · f5 pedone del nero · d4 alfiere del bianco · f4 pedone del bianco · b3 re del bianco · d3 pedone del bianco · f3 pedone del bianco | a7 torre del bianco · e6 re del nero · f6 pedone del bianco · g6 pedone del bianco · d5 pedone del nero · e5 pedone del nero · f5 pedone del nero · d4 alfiere del bianco · f4 pedone del bianco · b3 re del bianco · d3 pedone del bianco · f3 pedone del bianco | a7 torre del bianco · e6 re del nero · f6 pedone del bianco · g6 pedone del bianco · d5 pedone del nero · e5 pedone del nero · f5 pedone del nero · d4 alfiere del bianco · f4 pedone del bianco · b3 re del bianco · d3 pedone del bianco · f3 pedone del bianco | a7 torre del bianco · e6 re del nero · f6 pedone del bianco · g6 pedone del bianco · d5 pedone del nero · e5 pedone del nero · f5 pedone del nero · d4 alfiere del bianco · f4 pedone del bianco · b3 re del bianco · d3 pedone del bianco · f3 pedone del bianco | a7 torre del bianco · e6 re del nero · f6 pedone del bianco · g6 pedone del bianco · d5 pedone del nero · e5 pedone del nero · f5 pedone del nero · d4 alfiere del bianco · f4 pedone del bianco · b3 re del bianco · d3 pedone del bianco · f3 pedone del bianco | a7 torre del bianco · e6 re del nero · f6 pedone del bianco · g6 pedone del bianco · d5 pedone del nero · e5 pedone del nero · f5 pedone del nero · d4 alfiere del bianco · f4 pedone del bianco · b3 re del bianco · d3 pedone del bianco · f3 pedone del bianco | 7 |
| 6 | a7 torre del bianco · e6 re del nero · f6 pedone del bianco · g6 pedone del bianco · d5 pedone del nero · e5 pedone del nero · f5 pedone del nero · d4 alfiere del bianco · f4 pedone del bianco · b3 re del bianco · d3 pedone del bianco · f3 pedone del bianco | a7 torre del bianco · e6 re del nero · f6 pedone del bianco · g6 pedone del bianco · d5 pedone del nero · e5 pedone del nero · f5 pedone del nero · d4 alfiere del bianco · f4 pedone del bianco · b3 re del bianco · d3 pedone del bianco · f3 pedone del bianco | a7 torre del bianco · e6 re del nero · f6 pedone del bianco · g6 pedone del bianco · d5 pedone del nero · e5 pedone del nero · f5 pedone del nero · d4 alfiere del bianco · f4 pedone del bianco · b3 re del bianco · d3 pedone del bianco · f3 pedone del bianco | a7 torre del bianco · e6 re del nero · f6 pedone del bianco · g6 pedone del bianco · d5 pedone del nero · e5 pedone del nero · f5 pedone del nero · d4 alfiere del bianco · f4 pedone del bianco · b3 re del bianco · d3 pedone del bianco · f3 pedone del bianco | a7 torre del bianco · e6 re del nero · f6 pedone del bianco · g6 pedone del bianco · d5 pedone del nero · e5 pedone del nero · f5 pedone del nero · d4 alfiere del bianco · f4 pedone del bianco · b3 re del bianco · d3 pedone del bianco · f3 pedone del bianco | a7 torre del bianco · e6 re del nero · f6 pedone del bianco · g6 pedone del bianco · d5 pedone del nero · e5 pedone del nero · f5 pedone del nero · d4 alfiere del bianco · f4 pedone del bianco · b3 re del bianco · d3 pedone del bianco · f3 pedone del bianco | a7 torre del bianco · e6 re del nero · f6 pedone del bianco · g6 pedone del bianco · d5 pedone del nero · e5 pedone del nero · f5 pedone del nero · d4 alfiere del bianco · f4 pedone del bianco · b3 re del bianco · d3 pedone del bianco · f3 pedone del bianco | a7 torre del bianco · e6 re del nero · f6 pedone del bianco · g6 pedone del bianco · d5 pedone del nero · e5 pedone del nero · f5 pedone del nero · d4 alfiere del bianco · f4 pedone del bianco · b3 re del bianco · d3 pedone del bianco · f3 pedone del bianco | 6 |
| 5 | a7 torre del bianco · e6 re del nero · f6 pedone del bianco · g6 pedone del bianco · d5 pedone del nero · e5 pedone del nero · f5 pedone del nero · d4 alfiere del bianco · f4 pedone del bianco · b3 re del bianco · d3 pedone del bianco · f3 pedone del bianco | a7 torre del bianco · e6 re del nero · f6 pedone del bianco · g6 pedone del bianco · d5 pedone del nero · e5 pedone del nero · f5 pedone del nero · d4 alfiere del bianco · f4 pedone del bianco · b3 re del bianco · d3 pedone del bianco · f3 pedone del bianco | a7 torre del bianco · e6 re del nero · f6 pedone del bianco · g6 pedone del bianco · d5 pedone del nero · e5 pedone del nero · f5 pedone del nero · d4 alfiere del bianco · f4 pedone del bianco · b3 re del bianco · d3 pedone del bianco · f3 pedone del bianco | a7 torre del bianco · e6 re del nero · f6 pedone del bianco · g6 pedone del bianco · d5 pedone del nero · e5 pedone del nero · f5 pedone del nero · d4 alfiere del bianco · f4 pedone del bianco · b3 re del bianco · d3 pedone del bianco · f3 pedone del bianco | a7 torre del bianco · e6 re del nero · f6 pedone del bianco · g6 pedone del bianco · d5 pedone del nero · e5 pedone del nero · f5 pedone del nero · d4 alfiere del bianco · f4 pedone del bianco · b3 re del bianco · d3 pedone del bianco · f3 pedone del bianco | a7 torre del bianco · e6 re del nero · f6 pedone del bianco · g6 pedone del bianco · d5 pedone del nero · e5 pedone del nero · f5 pedone del nero · d4 alfiere del bianco · f4 pedone del bianco · b3 re del bianco · d3 pedone del bianco · f3 pedone del bianco | a7 torre del bianco · e6 re del nero · f6 pedone del bianco · g6 pedone del bianco · d5 pedone del nero · e5 pedone del nero · f5 pedone del nero · d4 alfiere del bianco · f4 pedone del bianco · b3 re del bianco · d3 pedone del bianco · f3 pedone del bianco | a7 torre del bianco · e6 re del nero · f6 pedone del bianco · g6 pedone del bianco · d5 pedone del nero · e5 pedone del nero · f5 pedone del nero · d4 alfiere del bianco · f4 pedone del bianco · b3 re del bianco · d3 pedone del bianco · f3 pedone del bianco | 5 |
| 4 | a7 torre del bianco · e6 re del nero · f6 pedone del bianco · g6 pedone del bianco · d5 pedone del nero · e5 pedone del nero · f5 pedone del nero · d4 alfiere del bianco · f4 pedone del bianco · b3 re del bianco · d3 pedone del bianco · f3 pedone del bianco | a7 torre del bianco · e6 re del nero · f6 pedone del bianco · g6 pedone del bianco · d5 pedone del nero · e5 pedone del nero · f5 pedone del nero · d4 alfiere del bianco · f4 pedone del bianco · b3 re del bianco · d3 pedone del bianco · f3 pedone del bianco | a7 torre del bianco · e6 re del nero · f6 pedone del bianco · g6 pedone del bianco · d5 pedone del nero · e5 pedone del nero · f5 pedone del nero · d4 alfiere del bianco · f4 pedone del bianco · b3 re del bianco · d3 pedone del bianco · f3 pedone del bianco | a7 torre del bianco · e6 re del nero · f6 pedone del bianco · g6 pedone del bianco · d5 pedone del nero · e5 pedone del nero · f5 pedone del nero · d4 alfiere del bianco · f4 pedone del bianco · b3 re del bianco · d3 pedone del bianco · f3 pedone del bianco | a7 torre del bianco · e6 re del nero · f6 pedone del bianco · g6 pedone del bianco · d5 pedone del nero · e5 pedone del nero · f5 pedone del nero · d4 alfiere del bianco · f4 pedone del bianco · b3 re del bianco · d3 pedone del bianco · f3 pedone del bianco | a7 torre del bianco · e6 re del nero · f6 pedone del bianco · g6 pedone del bianco · d5 pedone del nero · e5 pedone del nero · f5 pedone del nero · d4 alfiere del bianco · f4 pedone del bianco · b3 re del bianco · d3 pedone del bianco · f3 pedone del bianco | a7 torre del bianco · e6 re del nero · f6 pedone del bianco · g6 pedone del bianco · d5 pedone del nero · e5 pedone del nero · f5 pedone del nero · d4 alfiere del bianco · f4 pedone del bianco · b3 re del bianco · d3 pedone del bianco · f3 pedone del bianco | a7 torre del bianco · e6 re del nero · f6 pedone del bianco · g6 pedone del bianco · d5 pedone del nero · e5 pedone del nero · f5 pedone del nero · d4 alfiere del bianco · f4 pedone del bianco · b3 re del bianco · d3 pedone del bianco · f3 pedone del bianco | 4 |
| 3 | a7 torre del bianco · e6 re del nero · f6 pedone del bianco · g6 pedone del bianco · d5 pedone del nero · e5 pedone del nero · f5 pedone del nero · d4 alfiere del bianco · f4 pedone del bianco · b3 re del bianco · d3 pedone del bianco · f3 pedone del bianco | a7 torre del bianco · e6 re del nero · f6 pedone del bianco · g6 pedone del bianco · d5 pedone del nero · e5 pedone del nero · f5 pedone del nero · d4 alfiere del bianco · f4 pedone del bianco · b3 re del bianco · d3 pedone del bianco · f3 pedone del bianco | a7 torre del bianco · e6 re del nero · f6 pedone del bianco · g6 pedone del bianco · d5 pedone del nero · e5 pedone del nero · f5 pedone del nero · d4 alfiere del bianco · f4 pedone del bianco · b3 re del bianco · d3 pedone del bianco · f3 pedone del bianco | a7 torre del bianco · e6 re del nero · f6 pedone del bianco · g6 pedone del bianco · d5 pedone del nero · e5 pedone del nero · f5 pedone del nero · d4 alfiere del bianco · f4 pedone del bianco · b3 re del bianco · d3 pedone del bianco · f3 pedone del bianco | a7 torre del bianco · e6 re del nero · f6 pedone del bianco · g6 pedone del bianco · d5 pedone del nero · e5 pedone del nero · f5 pedone del nero · d4 alfiere del bianco · f4 pedone del bianco · b3 re del bianco · d3 pedone del bianco · f3 pedone del bianco | a7 torre del bianco · e6 re del nero · f6 pedone del bianco · g6 pedone del bianco · d5 pedone del nero · e5 pedone del nero · f5 pedone del nero · d4 alfiere del bianco · f4 pedone del bianco · b3 re del bianco · d3 pedone del bianco · f3 pedone del bianco | a7 torre del bianco · e6 re del nero · f6 pedone del bianco · g6 pedone del bianco · d5 pedone del nero · e5 pedone del nero · f5 pedone del nero · d4 alfiere del bianco · f4 pedone del bianco · b3 re del bianco · d3 pedone del bianco · f3 pedone del bianco | a7 torre del bianco · e6 re del nero · f6 pedone del bianco · g6 pedone del bianco · d5 pedone del nero · e5 pedone del nero · f5 pedone del nero · d4 alfiere del bianco · f4 pedone del bianco · b3 re del bianco · d3 pedone del bianco · f3 pedone del bianco | 3 |
| 2 | a7 torre del bianco · e6 re del nero · f6 pedone del bianco · g6 pedone del bianco · d5 pedone del nero · e5 pedone del nero · f5 pedone del nero · d4 alfiere del bianco · f4 pedone del bianco · b3 re del bianco · d3 pedone del bianco · f3 pedone del bianco | a7 torre del bianco · e6 re del nero · f6 pedone del bianco · g6 pedone del bianco · d5 pedone del nero · e5 pedone del nero · f5 pedone del nero · d4 alfiere del bianco · f4 pedone del bianco · b3 re del bianco · d3 pedone del bianco · f3 pedone del bianco | a7 torre del bianco · e6 re del nero · f6 pedone del bianco · g6 pedone del bianco · d5 pedone del nero · e5 pedone del nero · f5 pedone del nero · d4 alfiere del bianco · f4 pedone del bianco · b3 re del bianco · d3 pedone del bianco · f3 pedone del bianco | a7 torre del bianco · e6 re del nero · f6 pedone del bianco · g6 pedone del bianco · d5 pedone del nero · e5 pedone del nero · f5 pedone del nero · d4 alfiere del bianco · f4 pedone del bianco · b3 re del bianco · d3 pedone del bianco · f3 pedone del bianco | a7 torre del bianco · e6 re del nero · f6 pedone del bianco · g6 pedone del bianco · d5 pedone del nero · e5 pedone del nero · f5 pedone del nero · d4 alfiere del bianco · f4 pedone del bianco · b3 re del bianco · d3 pedone del bianco · f3 pedone del bianco | a7 torre del bianco · e6 re del nero · f6 pedone del bianco · g6 pedone del bianco · d5 pedone del nero · e5 pedone del nero · f5 pedone del nero · d4 alfiere del bianco · f4 pedone del bianco · b3 re del bianco · d3 pedone del bianco · f3 pedone del bianco | a7 torre del bianco · e6 re del nero · f6 pedone del bianco · g6 pedone del bianco · d5 pedone del nero · e5 pedone del nero · f5 pedone del nero · d4 alfiere del bianco · f4 pedone del bianco · b3 re del bianco · d3 pedone del bianco · f3 pedone del bianco | a7 torre del bianco · e6 re del nero · f6 pedone del bianco · g6 pedone del bianco · d5 pedone del nero · e5 pedone del nero · f5 pedone del nero · d4 alfiere del bianco · f4 pedone del bianco · b3 re del bianco · d3 pedone del bianco · f3 pedone del bianco | 2 |
| 1 | a7 torre del bianco · e6 re del nero · f6 pedone del bianco · g6 pedone del bianco · d5 pedone del nero · e5 pedone del nero · f5 pedone del nero · d4 alfiere del bianco · f4 pedone del bianco · b3 re del bianco · d3 pedone del bianco · f3 pedone del bianco | a7 torre del bianco · e6 re del nero · f6 pedone del bianco · g6 pedone del bianco · d5 pedone del nero · e5 pedone del nero · f5 pedone del nero · d4 alfiere del bianco · f4 pedone del bianco · b3 re del bianco · d3 pedone del bianco · f3 pedone del bianco | a7 torre del bianco · e6 re del nero · f6 pedone del bianco · g6 pedone del bianco · d5 pedone del nero · e5 pedone del nero · f5 pedone del nero · d4 alfiere del bianco · f4 pedone del bianco · b3 re del bianco · d3 pedone del bianco · f3 pedone del bianco | a7 torre del bianco · e6 re del nero · f6 pedone del bianco · g6 pedone del bianco · d5 pedone del nero · e5 pedone del nero · f5 pedone del nero · d4 alfiere del bianco · f4 pedone del bianco · b3 re del bianco · d3 pedone del bianco · f3 pedone del bianco | a7 torre del bianco · e6 re del nero · f6 pedone del bianco · g6 pedone del bianco · d5 pedone del nero · e5 pedone del nero · f5 pedone del nero · d4 alfiere del bianco · f4 pedone del bianco · b3 re del bianco · d3 pedone del bianco · f3 pedone del bianco | a7 torre del bianco · e6 re del nero · f6 pedone del bianco · g6 pedone del bianco · d5 pedone del nero · e5 pedone del nero · f5 pedone del nero · d4 alfiere del bianco · f4 pedone del bianco · b3 re del bianco · d3 pedone del bianco · f3 pedone del bianco | a7 torre del bianco · e6 re del nero · f6 pedone del bianco · g6 pedone del bianco · d5 pedone del nero · e5 pedone del nero · f5 pedone del nero · d4 alfiere del bianco · f4 pedone del bianco · b3 re del bianco · d3 pedone del bianco · f3 pedone del bianco | a7 torre del bianco · e6 re del nero · f6 pedone del bianco · g6 pedone del bianco · d5 pedone del nero · e5 pedone del nero · f5 pedone del nero · d4 alfiere del bianco · f4 pedone del bianco · b3 re del bianco · d3 pedone del bianco · f3 pedone del bianco | 1 |
|   | a | b | c | d | e | f | g | h |   |

Soluzione:

1.  f7!
1. ...e4  2. f8=D  ... 3. De7 (Df6)#
1. ...Rd6  2. f8=D+  Rc6  3. Dc5#
1. ...exf4  2. f8=T  Rd6  3. Tf6#
1. ...exd4  2. f8=A  Rf6  3. Ta6#
1. ...Rf6  2. f8=C  exd4  3. Tf7#